# Paso Jama Norte
Paso Jama Norte es un paso fronterizo entre la República Argentina (Provincia de Jujuy) y la República de Chile, se encuentra a una altitud de 4.210 m s. n. m. y su condición es la de permitir el paso de un gasoducto hacia la II Región de Antofagasta, por lo que está restringido solo para operaciones que motiven el ducto. El puesto policial más cercano se encuentra a 167 kilómetros de distancia, en la localidad de San Pedro de Atacama. La habilitación es permanente.